# Anglokatolicism
Anglokatolicism är en rörelse inom den anglikanska kyrkan. Den strävar efter kyrkans katolicitet i betydelsen dess världsvidhet och gemensamma arv. Anglokatoliker delar den romersk-katolska tron på prästämbetets sakramentala natur och mässans offerkaraktär. 

## Historisk utveckling

### Idémässig utveckling
Idémässigt härstammar rörelsen från den högkyrkliga gruppen av teologer Caroline Divines som på 1600-talet pläderade för en mer katolsk gudstjänstordning i motsats till den protestantiska. Genom Oxfordrörelsen på 1830-talet omformades och radikaliserades strömningen, och ordet anglokatolicism började bli vanligt först på 1850-talet.
Genom den anglokatolska rörelsen återinfördes kommunitetslivet i de anglikanska kyrkorna, bland annat på initiativ av Lydia Sellon (1821-1875). 
Rörelsen har aldrig varit enhetlig. Medan några delar hämtade inspiration i engelskt medeltida kyrkoliv, för gudstjänstlivets del i Sarumriten, valde andra att anpassa sitt gudstjänstliv till den i Romersk-katolska kyrkan då allmänt brukade tridentinska mässan. Under sin tidiga utvecklingsfas hade rörelsen en mycket statisk och tillbakablickande syn på den kristna lärans kriterier (så exempelvis Edward Bouverie Pusey), och hävdade Vincents av Lerinum berömda devis "Vad som har bekänts av alla, överallt i alla tider" som ensamt sanningskriterium inom kristen lärobildning, i kritik mot vad man uppfattade som romersk-katolska tillägg och reformerta brister.
En annan inflytelserik gren kom emellertid att bejaka John Henry Newmans syn på den kristna lärans kontinuerligt pågående utveckling (bland annat i de inflytelserika essäsamlingarna Lux Mundi 1889 och Essays Catholic and Critical 1926). Andra idémässiga tillflöden till denna gren av rörelsen var kyrkofädernas teologi (i synnerhet de östliga fäderna), den romersk-katolske modernisten Friedrich von Hügel, den brittiske 1800-talsplatonikern Thomas Hill Green och 1900-talsfilosofen Alfred North Whitehead. En viktig företrädare för denna strömning var Charles Gore, biskop av Oxford, grundare av Community of the Resurrection, och en av förgrundsgestalterna vid införandet av historisk-kritisk metod inom engelsk bibelvetenskap.
Många företrädare för denna strömning (inklusive Gore) förenade sakramental teologi med radikala politiska ståndpunkter. Företrädare för denna del av rörelsen var bland andra Stewart Headlam, Conrad Noel och, senare, Trevor Huddleston, Desmond Tutu och Rowan Williams. Denna del av rörelsen har visat intresse för ekumeniskt samarbete med den Gammalkatolska kyrkan (vilket förverkligades 1931) och Ortodoxa kyrkan. Denna del av rörelsen har bland annat utmärkt sig för sin kamp mot apartheidregimen i Sydafrika.
En annan gren av rörelsen kom att alltmera närma sig den romersk-katolska kyrkan. Ytterlighetsdelen av denna gren brukar kallas för anglopapalism, företrädd bland andra av Darwell Stone. För denna del av anglokatolicismen var nyskolastiken ett viktigt teologiskt inflytande, och under första delen av 1900-talet utvecklades en anglikansk nyskolastik, företrädd av bland andra Austin Farrar och Eric Lionel Mascall.

### Modern utveckling
Under mellankrigstiden anordnades flera anglokatolska kongresser, främst i London, och fram till slutet av 1930-talet fanns en stark förhoppning om att åter föra kyrkan till Rom. Efter detta har rörelsen varit mindre iögonenfallande och inte lika organiserad, men ändå med fortsatt stort inflytande inom den anglikanska kyrkogemenskapen. Den sista anglokatolska konferensen hölls 1968 medan det ordnades två katolska förnyelsekongresser 1978 och 1983.  Anglokatoliker finns även i anglikanska kyrkor utanför den anglikanska kyrkogemenskapen, i så kallade "continuing churches" till exempel i Traditional Anglican Communion, som för närvarande förhandlar med romersk-katolska kyrkan om kyrkogemenskap.
Några anglikanska kyrkor började att prästviga kvinnor på 1970-talet, och rörelsen splittrades över denna fråga. Många inom rörelsen uppmuntrar prästers celibat och erkänner inte kvinnans rätt till prästvigning. 
Engelska kyrkan möjliggjorde för kvinnor att prästvigas 1994. Sedan dess har församlingar som motsätter sig ordningen kunnat begära att inte stå under tillsyn av en biskop som prästvigt kvinnor. Föreningen Forward in Faith samlar anglokatoliker som inte tror på ordningen med kvinnliga präster. Forward in Faith stödjer också stiftelsen The Society under the patronage of Saint Wilfrid and Saint Hilda, vanligen The Society. Forward in Faith är en medlemsorganisation och består av individuella medlemmar med lokalföreningar över hela England och Skottland. Organisationen Affirming Catholicism startades 1990 som ett forum för anglokatolska frågor, och samlar anglokatoliker med liberal inställning i kvinnoprästfrågan och sådana moralfrågor som exempelvis synen på homosexualitet. Några av de kvinnliga kommuniteterna består numera helt eller delvis av prästvigda kvinnor, exempelvis Community of St. Andrew och Order of Saint Helena.

## Kulturellt inflytande
Genom hymnöversättaren John Mason Neale, som översatte många medeltida latinska och östkyrkliga hymner till engelska, och psalmboksredaktören Percy Dearmer har anglokatolicismen berikat de anglikanska kyrkornas musikaliska liv.
För många skönlitterära författare, som har tillhört strömningen, har kyrkoinriktningen tjänat som inspirationskälla. Så är exempelvis fallet med Evelyn Underhill, Charles Williams, Dorothy L. Sayers och T.S. Eliot. Mot slutet av sitt liv närmade sig C.S. Lewis, som under uppväxten var Ulster-protestant, och under sina tidiga vuxenår ateist, anglokatolicismen. Bland bildkonstnärer inom rörelsen finner man Edward Burne-Jones och William Morris, men den senare skulle i slutet av sitt liv övergå till en skeptisk och agnostisk livshållning.

## Ekumeniskt inflytande
Den anglokatolske teologen William Palmer (1803–1885) formulerade den inflytelserika grenteorin, det vill säga en kyrkosyn enligt vilken Kristi sanna kyrka består av flera (i originalversionen av teorin tre) grenar som har bevarat det historiska biskopsämbetet: Den romersk-katolska kyrkan, de östligt ortodoxa kyrkorna och de anglikanska kyrkorna. Detta synsätt har påverkat högkyrkliga lutheraner, som ofta betraktar den evangelisk-lutherska kyrkofamiljen (åtminstone de lutherska kyrkor som har episkopal författning) som en fjärde gren. I bearbetad form har synsättet också kommit att prägla det teologiska arbetet i Kyrkornas världsråd: Om apostolisk succession betraktas som önskvärt snarare än nödvändigt kan förekomsten av tillsynsfunktioner (episkopé), exempelvis missionsföreståndare, i reformerta kyrkor betraktas som ett skäl för att betrakta reformerta kyrkor som en ytterligare gren på kyrkoträdet.